# Enrico Zuppi
Enrico Zuppi (Roma, 10 luglio 1909 – Roma, 18 dicembre 1992) è stato un giornalista e fotografo italiano, di matrice cattolica.

## Biografia

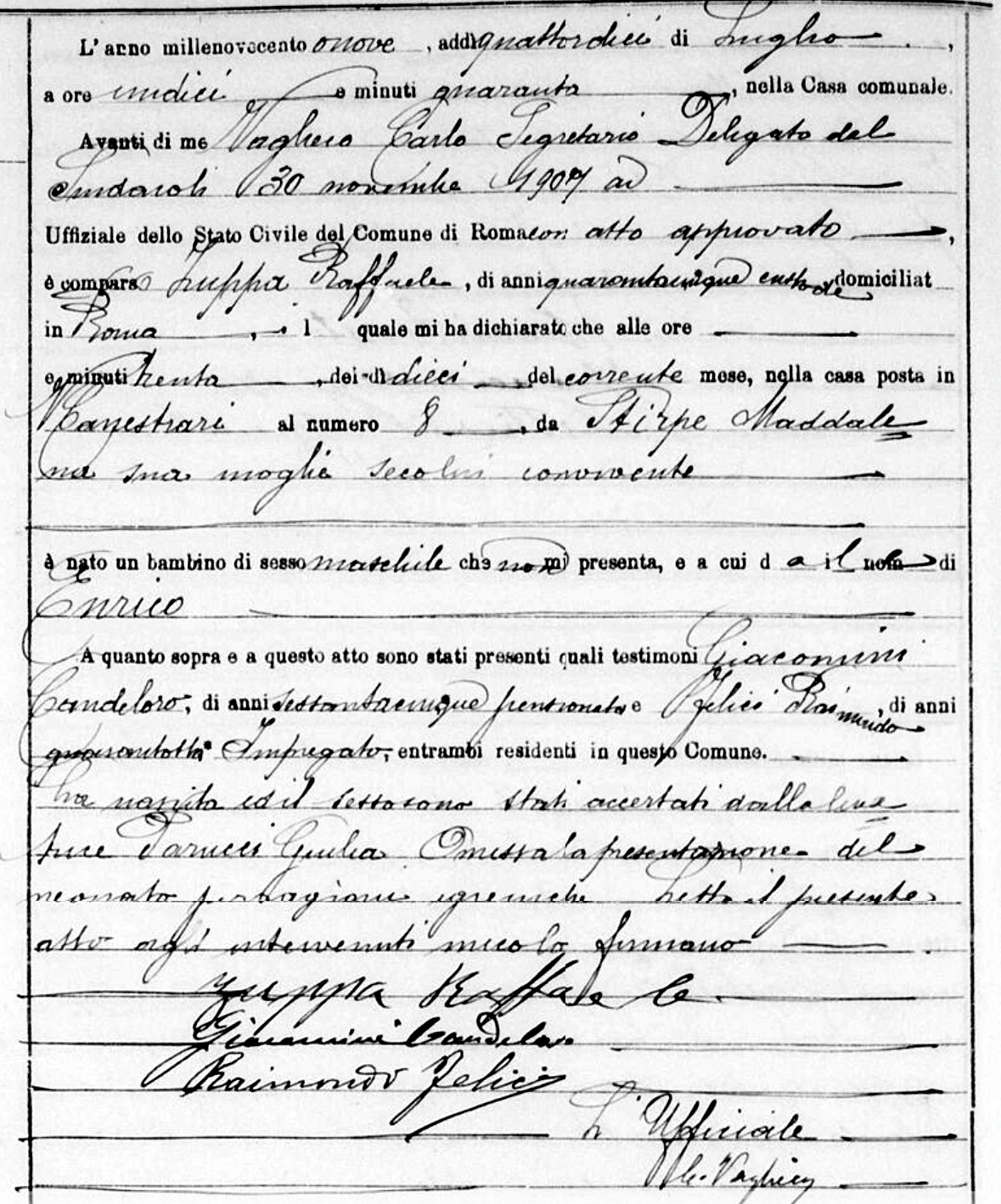
Atto di nascita di Enrico Zuppi

Nato a Roma in Via dei Canestrari n. 8 dal custode trentolese Raffaele Zuppa (il cognome è così riportato nell'atto di nascita) e dalla verolana Maddalena Stirpe. Frequentò fin da giovanissimo la Basilica di Sant'Eustachio ove era stato battezzato, nella quale, nella prima metà del Novecento, operava don Pirro Scavizzi, esempio di un cattolicesimo sociale ed impegnato.
Durante gli anni universitari, frequentando la Federazione Universitaria Cattolica Italiana conobbe don Giovanni Battista Montini, futuro papa Paolo VI, assistente ecclesiastico e Igino Righetti presidente della FUCI. Con essi andò a prestare opera di apostolato e di assistenza nella periferia al tempo molto degradata di Porta Metronia.
Forte di una profonda vita spirituale, si dedicò all'apostolato missionario a Milano prima, e ad Assisi poi, nella Compagnia di San Paolo e ai primordi della Pro Civitate Christiana di don Giovanni Rossi.
Nel 1946 sposò Carla Fumagalli, nipote del cardinale Carlo Confalonieri, dalla quale ebbe sei figli, il quinto dei quali è il cardinale Matteo Maria Zuppi.
Dal 1947 al 1979 lavorò in Vaticano alla direzione del settimanale "L'Osservatore della Domenica"

## Fotografo e giornalista
Nei primi anni della sua carriera si dedicò alla pubblicità e lavorò per le pubblicazioni della Compagnia di San Paolo. Conservò per tutta la sua vita la passione della fotografia. Circa ventimila sue fotografie sono state donate dai familiari all'Istituto Luigi Sturzo di Roma, dove sono conservate nel Fondo Enrico Zuppi. Esse costituiscono una preziosa fonte di documentazione su decenni di vita italiana, non solo ecclesiale.
Nel secondo dopoguerra si stabilì a Milano, dove lavorò come caporedattore del quotidiano L'Italia.
A Bologna collaborò al quotidiano L'Avvenire d'Italia con Raimondo Manzini.
Nel gennaio 1947 fu chiamato ad occuparsi del settimanale vaticano L'Osservatore della Domenica da monsignor Montini, allora sostituto della Segreteria di Stato. Zuppi rimase direttore del periodico fino al luglio 1979, quando cessò il suo servizio per raggiunti limiti d'età.
Zuppi ha dato un contributo importante alla modernizzazione della stampa vaticana. Egli, nelle pubblicazioni che diresse, sperimentò un linguaggio "fotogiornalistico", nel quale il testo e l'immagine sono complementari e contribuiscono a una comunicazione immediata. Secondo la definizione che diede di lui Raimondo Manzini, Zuppi era un "ingegnere della notizia": dirigeva il giornale, lo impaginava, inseriva le foto nei servizi da lui stesso realizzati, scriveva le didascalie e curava ogni particolare della pubblicazione. Quando andò in pensione, nel 1979, "L'Osservatore della Domenica", vera e propria "creatura" di Zuppi, cessò di esistere come pubblicazione autonoma e divenne un supplemento de "L'Osservatore Romano".